# Kokiriko
El kokiriko (こきりこ?) es un instrumento de percusión idiófono de origen japonés. 
Consiste en una serie de tapas pequeñas de madera conectadas entre sí por medio de una correa de cuero, con mangos de madera en cada extremo o con lazos. Produce un sonido quebradizo en efecto de cascada, con el cual se pueden crear varios efectos y ritmos.